# パーティ (ロールプレイングゲーム)
パーティ（英: party）とは、ロールプレイングゲームで一緒に冒険するキャラクターのグループのことである。テーブルトークRPGでは、パーティはプレイヤーキャラクターのグループで構成され、時にはそのプレイヤーやゲームマスターが操作するノンプレイヤーキャラクターの味方が加わることもある。コンピュータRPGでは、パーティとプレイヤーの関係はかなり異なる。オンラインロールプレイングゲームのパーティは、テーブルトークRPGと同様にプレイヤーが操作するキャラクターで構成されることが多いが、ノンプレイヤーの味方は常にコンピュータのAIによって多少なりとも操作される。

## ゲーム内容
資源管理はロールプレイングゲームの重要な部分であり、戦闘に参加できるかどうかに関わらず、プレイヤーが操作するキャラクターは、重いものやかさばるものを運ぶ能力があれば常に役に立つ。通常、卓上ゲームやシングルプレイヤーゲームに限って言えば、パーティメンバーは戦術的またはストーリー的な可能性によって評価される。